# Tyson Tomko
Travis David Tomko, meglio conosciuto con il ring name Tyson Tomko (Jacksonville, 23 marzo 1976), è un ex wrestler statunitense, noto per i suoi trascorsi nella WWE e nella Total Nonstop Action Wrestling durante gli anni duemila.
Prima di debuttare nel mondo del wrestling professionistico, Tomko lavorò come guardia del corpo per il gruppo musicale dei Limp Bizkit; apparve anche nel videoclip della canzone My Generation ed il suo nome venne inserito tra i ringraziamenti nell'album Chocolate Starfish and the Hot Dog Flavored Water.

## Carriera

### Ohio Valley Wrestling (2002–2004)
Nell'aprile del 2002 Travis Tomko firmò un contratto con la World Wrestling Entertainment e venne subito inviato nel territorio di sviluppo della Ohio Valley Wrestling, dove assunse il ring name Travis Bane. Il 5 marzo 2003 conquistò l'OVW Southern Tag Team Championship in coppia con Kevin Thorn.

### World Wrestling Entertainment (2004–2006)
Travis Tomko esordì nella World Wrestling Entertainment nella puntata di Raw del 19 aprile 2004, con il ring name Tyson Tomko; la sua gimmick era quella della guardia del corpo di Christian Cage e Trish Stratus, all'epoca fidanzati secondo la kayfabe. Dopo che Christian rimase per un po' fuori dalle scene per un infortunio, Tomko continuò ad accompagnare stabilmente Trish nei suoi match.
Il 30 giugno 2005 Christian passò nel roster di SmackDown per effetto della draft-lottery; contestualmente Tomko, che era invece rimasto a Raw, ricevette un grosso push da monster heel ed ottenne una lunga serie di vittorie per KO tecnico. Dopo aver aiutato Kurt Angle a sconfiggere John Cena, venne battuto proprio da quest'ultimo nella puntata di Raw del 5 settembre 2005. Durante l'autunno Tomko strinse un'alleanza con Gene Snitsky ma, nonostante la coppia sembrasse lavorare bene insieme, non ebbe mai la possibilità di avere spazio in storyline di rilievo.
Il 3 aprile 2006, il giorno dopo WrestleMania 22, Tomko rescisse consensualmente il suo contratto con la WWE.

### Total Nonstop Action (2006–2008)
Il 23 novembre 2006 Travis Tomko debuttò nella Total Nonstop Action Wrestling, aiutando Christian Cage, suo alleato in WWE, in un match contro Sting. Il 14 ottobre 2007, a Bound for Glory, conquistò il TNA World Tag Team Championship in coppia con AJ Styles, sconfiggendo Adam Jones e Ron Killings; i due persero le cinture in favore di Kazarian e Super Eric il 15 aprile 2008.
Nell'agosto del 2008 Tomko fu licenziato dalla TNA per aver partecipato ad uno show della Inoki Genome Federation senza aver chiesto il permesso alla federazione.

### Ritorno in WWE (2008–2009)
Nel novembre del 2008 Travis Tomko firmò un contratto a gettone con la WWE. Il 15 dicembre, prima della messa in onda della puntata settimanale di Raw, sconfisse Paul Burchill in un Dark match, ma si infortunò alla spalla sinistra e fu costretto ad uno stop di circa tre mesi.
Il 19 marzo 2009 Tomko fu licenziato dalla WWE.

### Ritorno in TNA (2009–2010)
Travis Tomko tornò in TNA nella puntata di Impact del 19 novembre 2009, alleandosi nuovamente con AJ Styles. L'8 dicembre fece squadra con Styles e Kurt Angle, sconfiggendo Brutus Magnus e Doug Williams in un 3-on-2 Handicap match.
Nella puntata di Impact del 15 gennaio 2010 attaccò Styles, effettuando un turn-heel, ma fu poi sconfitto dall'ex amico in un match per il TNA World Heavyweight Championship.
Nel maggio del 2010 Tomko fu licenziato dalla TNA.

## Personaggio

### Mosse finali
- Falling chokebomb
- Running big boot

### Manager
- Trish Stratus

### Soprannomi
- "Arma Tattoo"
- "Problem Solver"

### Musiche d'ingresso
- Just Close Your Eyes dei Waterproof Blonde (2004–2006)
- Screwed di Dale Oliver (2006–2008; 2009–2010)

## Titoli e riconoscimenti
- New Japan Pro-Wrestling
  - IWGP Tag Team Championship (1) – con Giant Bernard
- Ohio Valley Wrestling
  - OVW Southern Tag Team Championship (1) – con Kevin Thorn
- Total Nonstop Action Wrestling
  - TNA World Tag Team Championship (1) – con AJ Styles
- Pro Wrestling Illustrated
  - 25º tra i 500 migliori wrestler singoli nella PWI 500 (2008)